# Orgyilkosháború
Az orgyilkosháború Frank Herbert A Dűne könyvsorozatában szereplő kifejezés. Az orgyilkosháború hasonlít a kanly nevű vérbosszúhoz. A háborút előre be kell jelenteni, valamint korlátozzák a használható fegyvereket. Itt is az a cél, hogy az ártatlan kívülállókat a lehető legteljesebb mértékben megvédjék.
Az orgyilkosháború a Nagy Egyezmény és a Ligabéke keretei között engedélyezett korlátozott háború.